# Глуховцов, Пётр Иванович
Пётр Иванович Глуховцов (4 декабря 1930 — 28 января 2009) — бригадир тракторной бригады колхоза «За коммунизм» Беловского района Курской области, Герой Социалистического Труда, ветеран труда.

## Биография
Родился 4 декабря 1930 года в слободе Белая (ныне — Курской области). Во время Великой Отечественной войны, в 1943 году, начал трудовую деятельность в сельском хозяйстве. Более 40 лет Петр Иванович Глуховцов посвятил работе трактористом в колхозе «За коммунизм» Беловского района Курской области. Пётр Иванович всегда был передовиком сельскохозяйственного производства, примером для подражания не только для земляков. Имя П. И. Глуховцова, его трудовые рекорды и новаторство были хорошо известны в районе и области. За большие успехи в получении рекордных урожаев зерновых и кормовых культур Указом Президиума Верховного Совета СССР от 21 июня 1966 года Петру Ивановичу Глуховцову было присвоено звание Героя Социалистического Труда с вручением медали «Серп и молот» и ордена Ленина. После выхода на пенсию Петр Иванович продолжал показывать пример, трудясь в родном хозяйстве на зерноочистительных машинах и постоянно помогал молодым механизаторам в освоении профессиональных навыков. Он пользовался большой любовью и уважением среди односельчан и авторитетом у руководителей хозяйства, района, области. Умер Пётр Иванович Глуховцов 28 января 2009 года родной слободе.